# NGC 7473
NGC 7473 ist eine linsenförmige Galaxie vom Hubble-Typ SB0 im Sternbild Pegasus am Nordsternhimmel. Sie ist schätzungsweise 320 Millionen Lichtjahre von der Milchstraße entfernt und hat einen Durchmesser von etwa 100.000 Lj.
Im selben Himmelsareal befindet sich u. a. die Galaxie NGC 7457.
Das Objekt wurde am 6. September 1863 von Albert Marth entdeckt.